# Felsőtisztás
Felsőtisztás (1886-ig Felső-Tiszovnyík, szlovákul: Horný Tisovník) község Szlovákiában, a Besztercebányai kerületben, a Gyetvai járásban.

## Fekvése
Zólyomtól 25 km-re délkeletre, az 591-es út mentén, a Tiszovnyik bal partján fekszik.

## Története
A település a 15. században keletkezett a divényi váruradalom területén. 1573-ban "Folso Thyczolnik" alakban említik először. A 17. században területe megoszlott a divényi és a kékkői váruradalom között. A 17. és 19. század között területén 18 irtványtelep keletkezett. A 18. században sörfőzde működött a településen. 1828-ban 70 házában 444 lakos élt, akik mezőgazdasággal, fuvazozással, gabonakereskedéssel foglalkoztak. Birtokosai a Balassa család, majd a 19. században a Zichy és a Nemeskéri-Kiss család voltak.
Vályi András szerint "Alsó, és Felső Tiszovnyik. Két tót faluk Nógrád Várm. földes Uraik Gr. Balassa, és Gr. Zichy Uraságok, lakosaik katolikusok, Alsó a’ Felsőnek filiája; földgyeik közép termékenységűek, réttyeik, legelőjök meglehetősek."
Fényes Elek szerint "Tiszovnyik, (Felső), tót falu, Nógrád vgyében, 42 kath., 398 ev. lak. Kath. paroch. templom. F. u. mind a 2 helységnek gr. Zichy, b. Balassa."
A trianoni békeszerződésig Nógrád vármegye Gácsi járásához tartozott.

## Népessége
| Év:            | 1994. | 2004.    | 2014.    | 2024.  |
| -------------- | ----- | -------- | -------- | ------ |
| Emberek száma: | 325   | 243      | 200      | 189    |
| Eltérés:       |       | -25,23 % | -17,69 % | -5,5 % |

| Év:            | 2023. | 2024.   |
| -------------- | ----- | ------- |
| Emberek száma: | 186   | 189     |
| Eltérés:       |       | +1,61 % |

1880-ban Felsőtisztás 1154 lakosából 1100 szlovák és 17 magyar anyanyelvű volt. Alsótisztáson 229 szlovák anyanyelvű, Balázshután 90 szlovák és 4 magyar anyanyelvű élt.
1910-ben Felsőtisztás 1464 lakosából 1413 szlovák és 29 magyar anyanyelvű volt. Alsótisztáson 217 szlovák és 3 magyar anyanyelvű élt.
1980-ban Felsőtisztás 501 lakosából 499 szlovák volt. Alsótisztáson 75 szlovák élt.
2001-ben 273 lakosa mind szlovák volt.
2011-ben 207 lakosából 154 szlovák és 53 ismeretlen nemzetiségű volt.

## Nevezetességei
- Szent Fülöp és Jakab apostolok tiszteletére szentelt, római katolikus temploma eredetileg gótikus stílusú, később reneszánsz, majd gróf Balassa Pál költségén 1755-ben barokk stílusban építették át.
- Evangélikus temploma 1865 és 1875 között épült.